# Pothoeae
Pothoeae es una tribu de plantas con flores perteneciente a la familia Araceae.  Las especies de esta subfamilia son verdaderas aráceas. Comprende los siguientes géneros.

## Géneros
- Pedicellarum M. Hotta
- Pothoidium Schott
- Pothos L.
- Tapanava Adans. = Pothos L.